# ياسين بقوش
ياسين بقوش (1938 – 24 فبراير 2013)، ممثل سوري من أصل ليبي، اشتَهر بدور (ياسينو) الإنسان الطيب القلب والساذج، في المسلسلات السورية الفُكاهية مع دريد لحام ونهاد قلعي مثل (صح النوم) و(ملح وسكر)، إضافة إلى بعض الأفلام السينمائية. قُتل بقذيفة هاون سقطت قرب سيارته في دمشق.

## سيرته
ولد من أب ليبي مهاجر استقرَّ في دمشق، متزوج ولديه 11 ولداً أكبرهم هيثم مهندس مدني وأصغرهم اسمه نهاد. ينتمي الممثل السوري ياسين بقوش إلى جيل مؤسسي الكوميديا السورية، الذي انطلق في بداية ستينات القرن الماضي مع أقطاب الكوميديا السورية دريد لحام ورفيق سبيعي وناجي جبر ونهاد قلعي وغيرهم. وقدم عشرات الأعمال التلفزيونية السينمائية الكوميدية، حيث اشتهر بشخصية «ياسينو» على الشاشة الفضية. وفي السنوات الأخيرة شارك بقوش في عدد من الأعمال الكوميدية والتاريخية ومنها ما اعتمد عليه كممثل رئيسي مثل «ياسين تورز» و«ياسين في المطبخ» وشارك بدور حاخام يهودي في المسلسل التاريخي «سيف بن ذي يزن»، كما شارك في بطولة مسرحيات كوميدية تقدم على مسارح العاصمة السورية دمشق.
اعتقل الفنان ياسين بقوش من قبل السلطات السورية في عام 2012 بعد جدال وقع مع دورية لشرطة المرور وكانت التهمة استهزاؤه بالسلطة، أودع في سجن عدرا و أطلق سراحه بعد ثلاثة أشهر.

## أعماله

### في المسرح
- تعالي نضحك.
- حط بالخرج.
- سهرة مع أبو خليل القباني.
- الملك هو الملك.
- الملك لير.
- الليلة عرسي.
- السقوط.[3]

### في السينما
- أبو عنتر بوند
- غزلان
- الثعلب
- شقة ومليون مفتاح
- مقلب حب
- رحلة حب
- عروس من دمشق
- الغجرية العاشقة
- غوار جيمس بوند
- النصابين الخمسة
- عنتر فارس الصحراء
- غراميات خاصة
- العندليب
- الاستعراض الكبير
- المزيفون
- صح النوم
- حارة العناتر
- اتفضلوا ممنوع الدخول
- أمطار صيفية
- حارة الطنابر
- الرجل الضاحك
- دشق مع حبي

### في التلفزة
- لقطة بغلطة.
- شاميات
- صايعين ضايعين
- فزلكة عربية
- بهلول أعقل المجانين.
- سيف بن ذي يزن
- تلاميذ آخر زمن
- حدث في المطبخ
- البطرني
- ياسين توزر.
- عريس الهنا
- وادي المسك
- تلفزيون المرح
- لكل الناس
- وين الغلط
- صح النوم
- ملح وسكر
- مساكين
- حكايا الليل.
- زقاق المايلة.
- رابعة العدوية.

## وفاته
قُتل في دمشق بتاريخ 24 فبراير 2013 إثر استهداف سيارته بقذيفة هاون، أثناء مروره في حيِّ العسالي بمخيم اليرموك حيث يقيم بدمشق، وتمكن الأهالي من إخراج جُثمانه من سيارته التي احترقت بالكامل. واتهمت المعارضة السورية قوات النظام السوري باستهدافه وقتله. واعتبرت الفنان شهيدًا للثورة السورية، مؤكدة أنه كان مناهضًا للنظام.

## تكريمه
منحه الرئيس بشار الأسد وسام الاستحقاق السوري من الدرجة الممتازة. 
نقلت وكالة الأنباء الرسمية (سانا) أن الأسد أصدر مرسومًا رئاسيًا يحمل (رقم 96 للعام 2013) لمنح الفنان بقوش وسام الاستحقاق تقديرًا لإنجازاته في خدمة الفن، على أن يُسلَّم الوسام إلى ورثته.

## روابط خارجية
- ياسين بقوش على موقع قاعدة بيانات الأفلام العربية